# Bure (Felslabor)
In der Nähe des französischen Ortes Bure im Département Meuse in Frankreich wird durch die französische Atommüllbehörde ANDRA (Agence Nationale pour la Gestion des Déchets Radioactifs) in einer Tiefe von ca. 500 m ein Untertagelabor zur Erforschung der örtlichen geologischen Verhältnisse betrieben.
Im Juli 2016 hat das französische Parlament dem Bau eines Endlagers auch für hochradioaktive Nuklearabfälle im derzeitigen „Labor“ zugestimmt. Die Beteiligung deutscher Stellen am 2017 beginnenden Genehmigungsverfahren zur Durchführung einer grenzüberschreitenden Umweltverträglichkeitsprüfung gilt als üblich und wurde von französischer Seite bereits zugesagt. Dabei sollen auch Fragen zur Sicherheit des Endlagerprojekts und Auswirkungen eines möglichen Störfalls geklärt werden. 2030 könnte mit der Einlagerung begonnen werden.
Bei dem im benachbarten Département Haute-Marne geplanten Endlager für radioaktiven Abfall namens Cigéo (centre industriel de stockage géologique, dt. Industrielles Zentrum für geologische Lagerung) handelt es sich um ein unterirdisches Tunnelsystem mit einer Ausdehnung von 30 Quadratkilometern.
Neben dem Standort Bure existieren in Frankreich zwei weitere Anlagen zur „Endlagerung“ schwach- und mittelradioaktiver Abfälle:
- das Centre de l’Aube sowie
- das seit 1994 geschlossene Centre de la Manche.

## Zweck

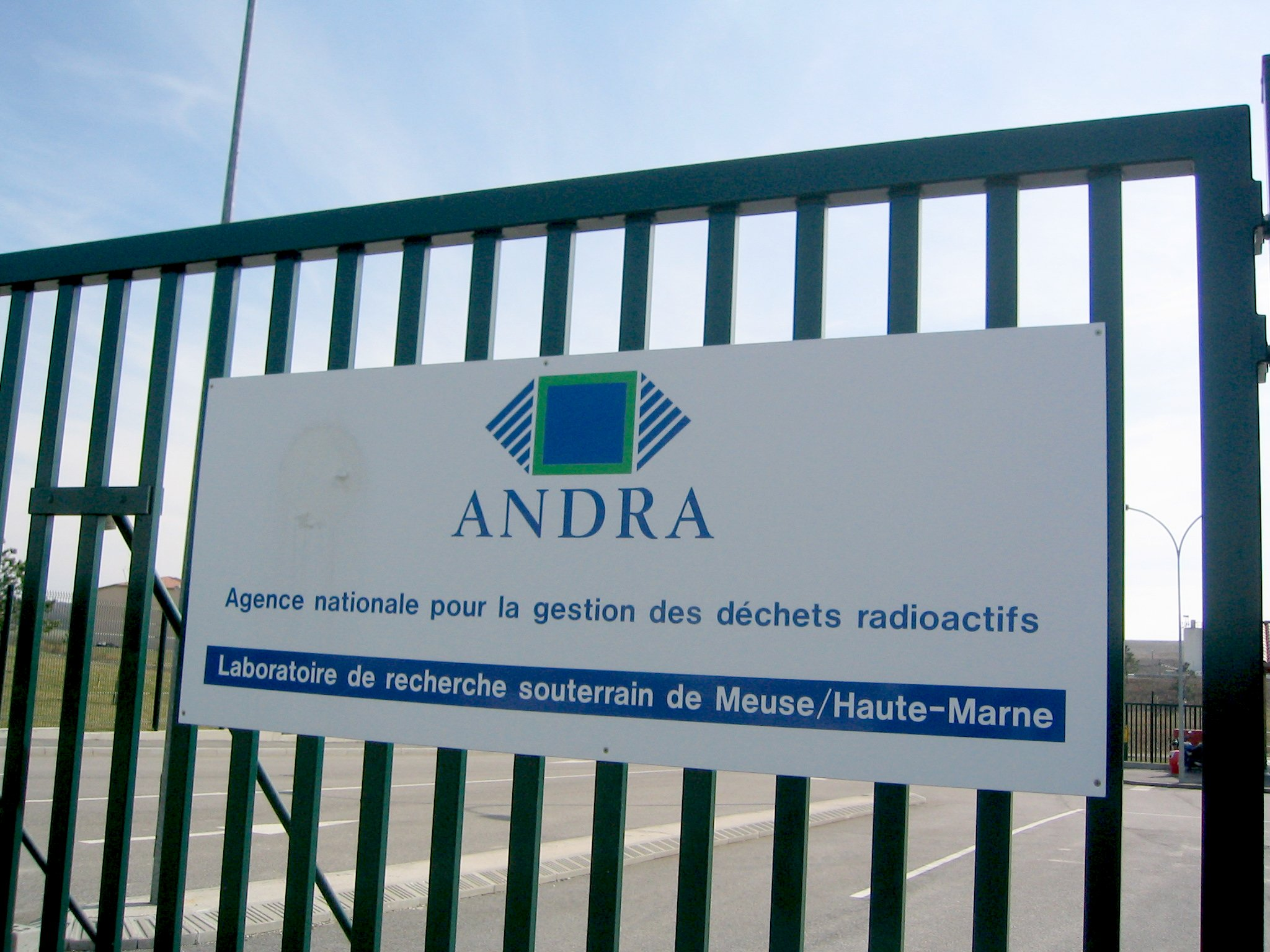
Eingangstor zum unterirdischen Untersuchungslabor der ANDRA in Bure

Hintergrund dieser Maßnahme ist die nationale französische Suche nach einer Lagerstätte für hoch- (HAW) und langlebigen mittelaktiven (MAW) radioaktiven Abfall. Es gibt bis dato weder in Frankreich noch im übrigen Europa ein solches atomares Endlager; der Atommüll soll hier bis zu 100.000 Jahre gelagert werden.
Im Falle einer Eignung soll das Forschungslabor zu einem Endlager ausgebaut werden. Es ist (Stand 2025) für 83.000 m³ radioaktive Abfälle ausgelegt, wovon 10.000 m³ HAW und 73.000 m³ MAW sein sollen. Die Regierung Frankreichs betonte, dass die Endlagerung von radioaktiven Abfällen für einen noch nicht festgelegten Zeitraum (vorgeschlagen sind 300 Jahre) rückholbar erfolgen solle.

## Entwicklung
Erste Bohrungen wurden bereits 1994 durchgeführt.
Am 9. Dezember 1998 beschloss die damalige französische Regierung (Kabinett Jospin), zwei Untertagelabore zu errichten, um dort durch Forschungsaktivitäten wissenschaftliche Voraussetzungen für den Betrieb eines atomaren Endlagers zu schaffen. Als einer der Standorte wurde in diesem Zusammenhang Bure ausgewählt, da die örtliche, ca. 130 Meter starke Ton- und Mergelformation aus relativ feinkörnigem Sedimentgestein als geeignet erschien; hierbei soll auch allgemein die Eignung von Tongesteinen für die Endlagerung hochradioaktiver Abfälle untersucht werden.
Im September 2000 wurde mit dem Bau der beiden Zugangsschächte für das Labor in Bure begonnen. Die Bauarbeiten wurden nach einem tödlichen Arbeitsunfall im Mai 2002 für nahezu ein Jahr unterbrochen.
Bis Ende 2011 ist ein Modell-„Mini-Endlager“ entstanden. 2013 begann eine nationale, öffentliche Debatte über die Errichtung des atomaren Endlagers, welche sich bis ins Jahr 2016 hinziehen sollte. Der geplante Bautermin war damals 2017.
Mit der Einlagerung des hochradioaktiven Abfalls könnte (Stand 2010) im Jahr 2025 begonnen werden; nach ersten Erkenntnissen wird hier eine Lagerung für eine Million Jahre für möglich gehalten, die ANDRA schlägt die Installierung eines Atommüllendlagers vor, die Kosten sollen sich (2011) auf bis zu 35 Mrd. Euro belaufen; bisher wurden ca. 1,5 Mrd. Euro investiert, ein Antrag soll 2015 gestellt werden.
Angesichts von 330 Angestellten und der Beteiligung von bisher über 2.000 internationalen Wissenschaftlern verfolgt die ANDRA offiziell eine so genannte Strategie der Offenheit; 2011 hatte die Versuchsanlage ca. 2.000 Besucher.
Anfangs zahlte die französische Regierung 9 Mio. Euro jährlich an die beiden betroffenen Departements; 2012 waren es 30 Mio. Euro. Der französische Stromkonzern Électricité de France (EdF) verlegte sein Archiv nach Bure in einen Neubau. Der nahe gelegene Ort Bonnet erhält für jeden der 200 Einwohner jährlich 500 Euro aus einem „Fonds zur finanziellen Begleitung“.
Anfang August 2015 erklärte das französische Verfassungsgericht einen von der Regierung (Kabinett Valls II) ohne Absprache mit der Nationalversammlung kurzfristig in ein Gesetz zur Wirtschaftsförderung eingefügten Artikel bzgl. Bure für nicht verfassungskonform und damit für nichtig. Wirtschaftsminister Emmanuel Macron kündigte umgehend einen neuen Gesetzesentwurf im ersten Halbjahr 2016 an; darin wolle man die Pilotphase für eine Atommüll-Endlagerung in Bure festschreiben. Der Landtag des Saarlandes sprach sich einstimmig gegen das Projekt aus.
Am 11. Juli 2016 genehmigte die Nationalversammlung den Bau eines Endlagers bei Bure. Der Senat hatte vorher zugestimmt.
Die FAZ und ein luxemburgischer Radiosender berichten von einer einzulagernden Menge von 3 % des bisher angefallenen hochradioaktiven Abfalls aus Frankreich. Die deutsche Endlager-Kommission geht von zunächst 5 % der (verglasten) hochradioaktiven Abfälle aus, die dann 50 Jahre beobachtet werden sollen, bevor eine weitere Einlagerung erfolgt. Der Saarländische Rundfunk, der Deutschlandfunk und das Handelsblatt sprachen von 10.000 m3 hochradioaktivem und 70.000 m3 mittelradioaktivem Abfall.
Die FAZ berichtete über lehm- und quarzhaltige Erde und das Luxemburger Tageblatt von Ton- und Mergelgestein.
Das Bundesumweltportal und die Saarbrücker Zeitung zitiert eine Studie, die Bure die Eignung als Endlager-Standort abgesprochen hätte. In dieser Studie wird ebenfalls von einer Tonformation gesprochen in Übereinstimmung mit dem Abschlussbericht der deutschen Endlager-Kommission.
Die ANDRA hat den Antrag für die Baugenehmigung im Januar 2023 eingereicht. Mit einer Entscheidung wird zwischen 2025 und 2027 gerechnet. Zunächst war geplant, dass die Einlagerung 2025 mit Containern und dann mit radioaktiven Abfällen beginnt. Allerdings kam es bei Testbohrungen zu Sicherheitsbedenken. Die Autorité de sûreté nucléaire warnt vor der Entstehung von Wasserstoff unter Tage, was zu Explosionen führen kann. Die Einlagerung wurde auf 2035–2040 verlegt.
Für den Transport der Castoren sollen vor allem Landwirte ihre Grundstücke verkaufen oder andernfalls enteignet werden.

## Sonstiges
Der Abgeordnete (Député français) Christophe Bouillon, seit dem 18. Juli 2012 Berichterstatter der PS in der Nationalversammlung, äußerte 2016, die ersten Abfälle würden nicht vor dem Jahr 2030 dort gelagert werden.
Ein großer Teil des französischen Atommülls wird heute in der Wiederaufbereitungsanlage La Hague zwischengelagert. Gegner der Endlagerung behaupten, der Transport des Atommülls von La Hague nach Bure würde ein Jahrhundert lang wöchentlich zwei Züge (über 10.000 Züge) von La Hague nach Bure erfordern. Mit Kosten von 41 Milliarden Euro sei das Projekt auch ökonomisch nicht zu vertreten.
Am 4. Juli 2018 wurde in Dortmund im Kulturzentrum Langer August auf Anordnung der Zentral- und Ansprechstelle Cybercrime Nordrhein-Westfalen eine Hausdurchsuchung durchgeführt. Es sollten Server ausfindig gemacht werden, über die Aktivisten gegen das geplante Endlager Bure „geheime Dokumente“ verbreitet haben sollen. Diese wurden zuvor durch eine Sicherheitslücke beim französischen Ingenieursdienstleister Ingérop entwendet.

## Rezeption
- Étienne Davodeau: Das Recht der Erde – Eine Erzählung über den Boden, der uns trägt. („Eine Comicreportage über Bodennutzung, Klimawandel und nuklearen Abfall“, aus dem Französischen von Tanja Krämling).[42] Carlsen Verlag Hamburg 2023, ISBN 978-3-551-77130-8

### Betreiberin
- Surveillance du laboratoire souterrain. In: andra.fr (31. Dezember 2011) mit Link zu PDF-Download (825 kB) Télécharger la plaquette sur l'état initial de l'environnement du Laboratoire de recherche souterrain de Meuse/Haute-Marne. In: andra.fr (31. Dezember 2011; PDF; 1 MB)

### Widerstand
- burezoneblog.over-blog.com: Maison de résistance a la poubelle nucléaire – Bure zone Libre (Haus des Widerstands gegen den Nuklear(rest)mülleimer – Freie Zone Bure)
- cattenom-non-merci.de: AUFRUF zur Großdemo in Bure und zum Bustransfer
- 2005, Markus Pflüger, anti-atom-aktuell.de: Widerstandshaus braucht Unterstützung
  - ak – analyse & kritik – zeitung für linke Debatte und Praxis, Nr. 439, 8. Juni 2000, akweb.de: Liberté, Egalité et Radioactivité?